# آرمادیلوی سه‌نواره برزیلی
آرمادیلوی سه‌نواره برزیلی (نام علمی: Tolypeutes tricinctus) نام یک گونه از سرده گلوله‌ای‌ها است.